# Tempelierskapel (Mücheln)
De Tempelierskapel of Onze-Lieve-Vrouwekapel (Duits: Templerkapelle of Unser Lieben Frauenkapelle) is een dertiende-eeuwse gotische kapel van de Orde van de Tempeliers in het dorp Mücheln, Landkreis Saalekreis, in de Duitse deelstaat Saksen-Anhalt.
De kapel werd rond 1260-1280 gebouwd als onderdeel van een inmiddels grotendeels verdwenen commanderij van de Tempeliers (alleen een muur resteert; zie afbeelding). De kapel is een van de weinige intacte bouwwerken van deze kruisridderorde in Duitsland. In het interieur bevinden zich fragmenten van fresco's.

## Afbeeldingen

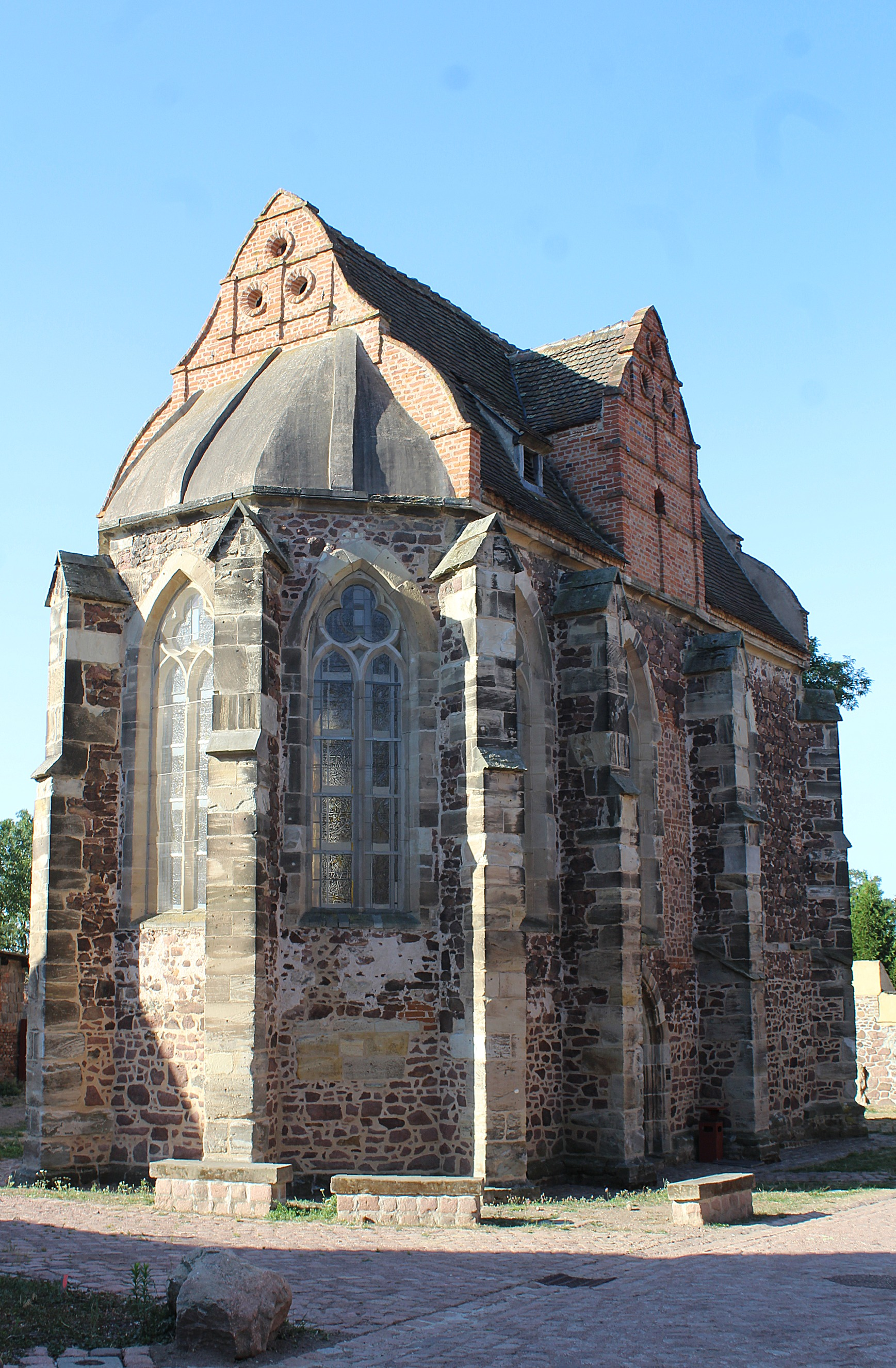
Kooraanzicht Tempelierskapel
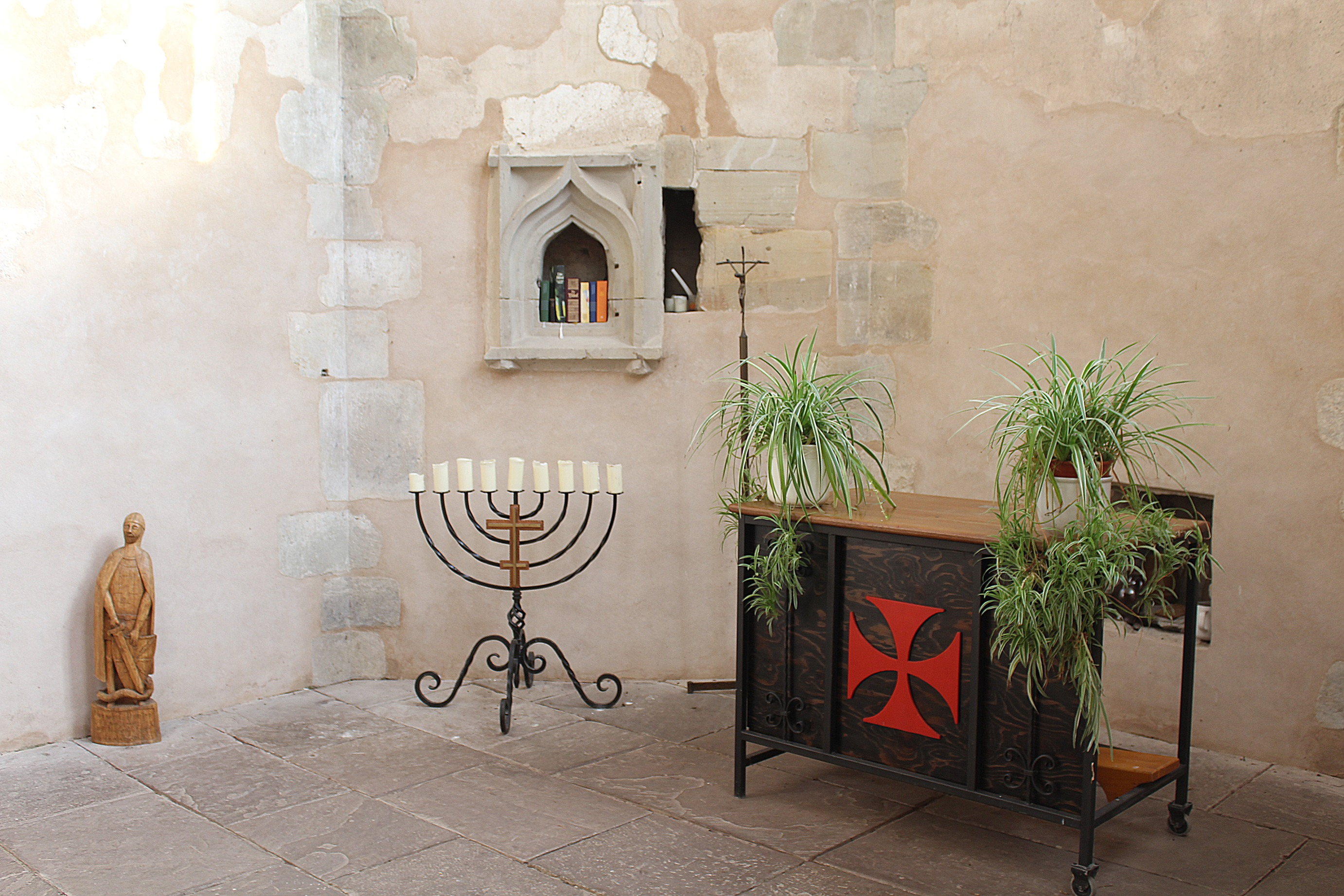
Altaar van de kapel
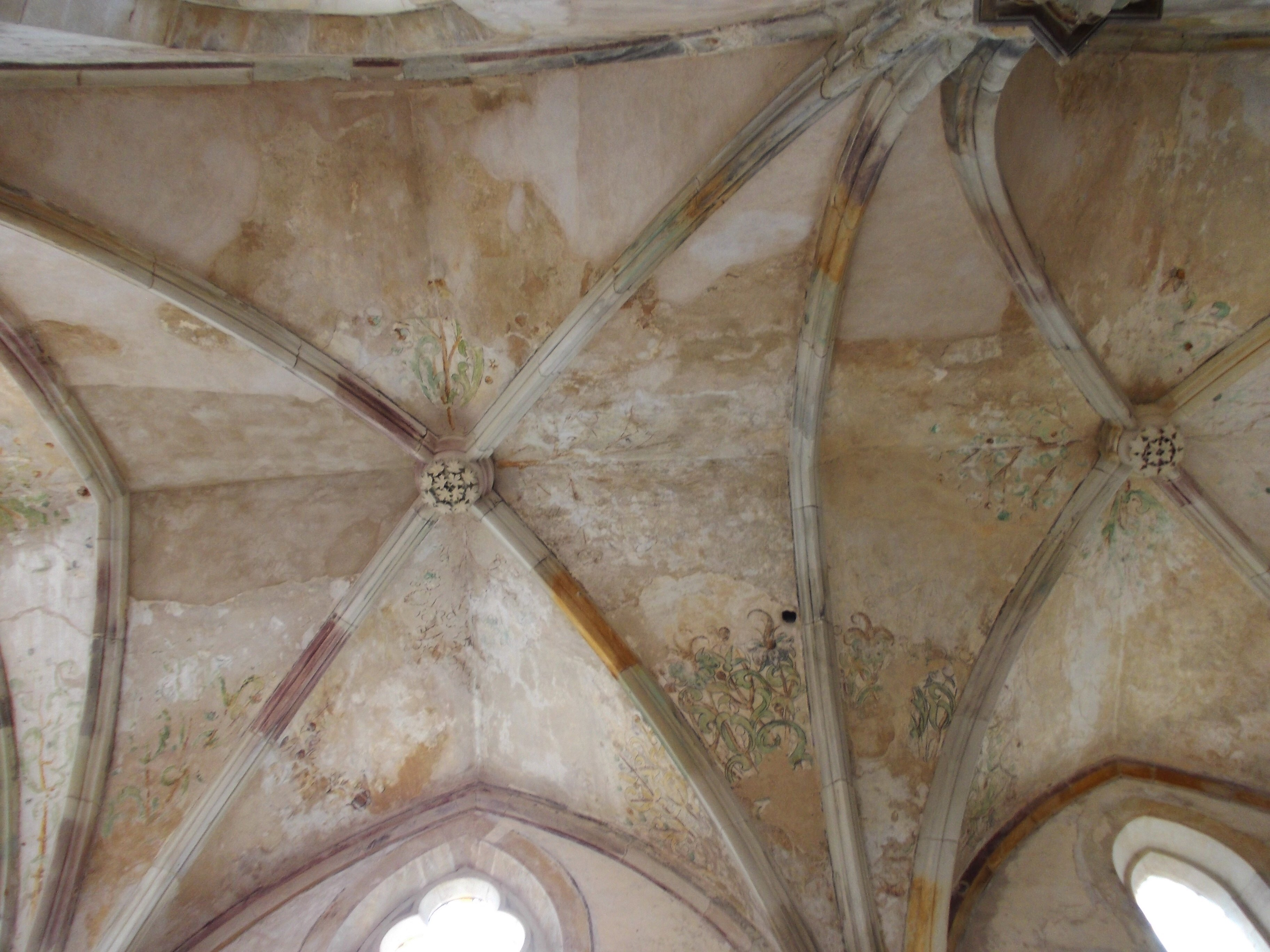
Gewelven van de Tempelierskapel
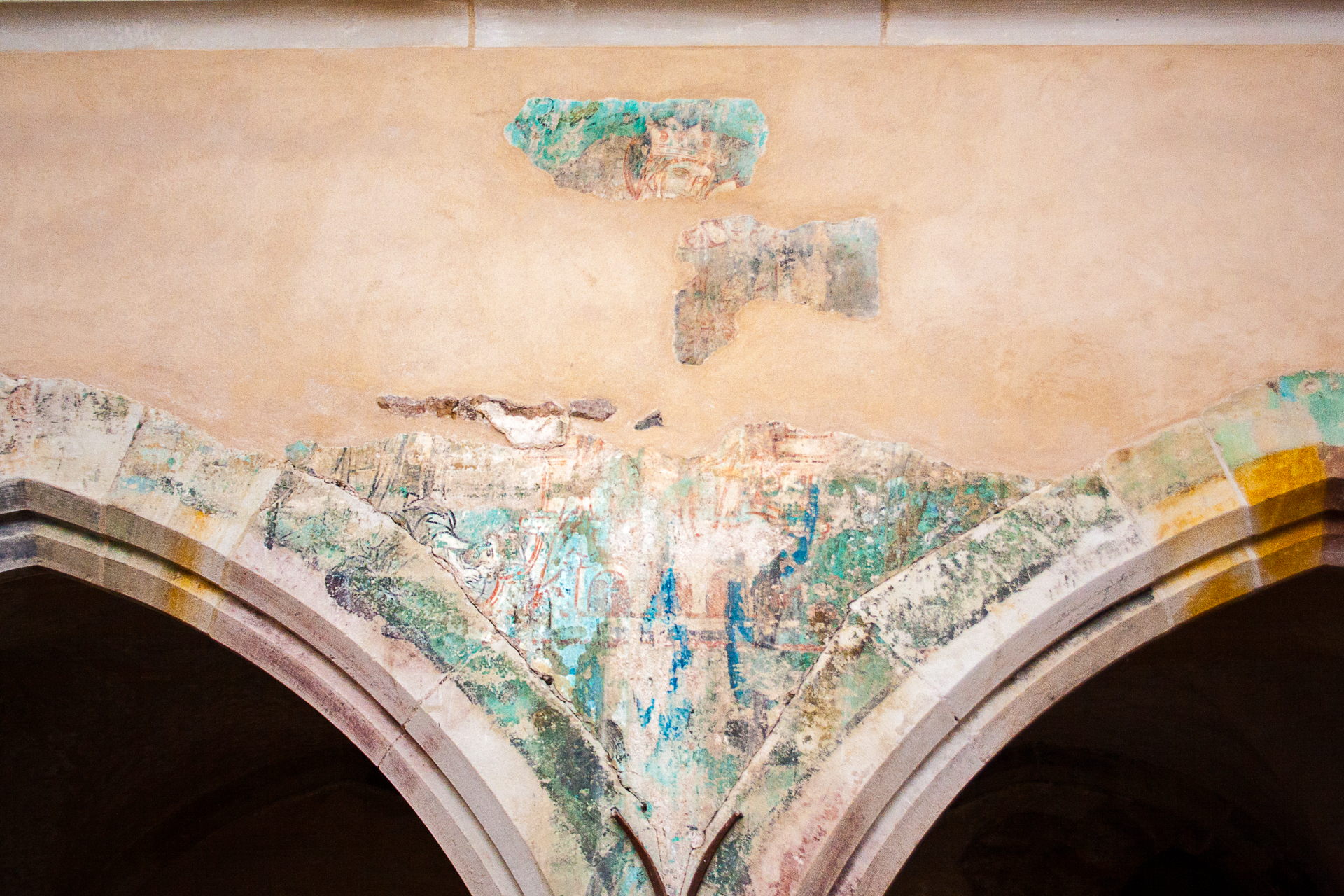
Frescofragmenten in de Tempelierskapel
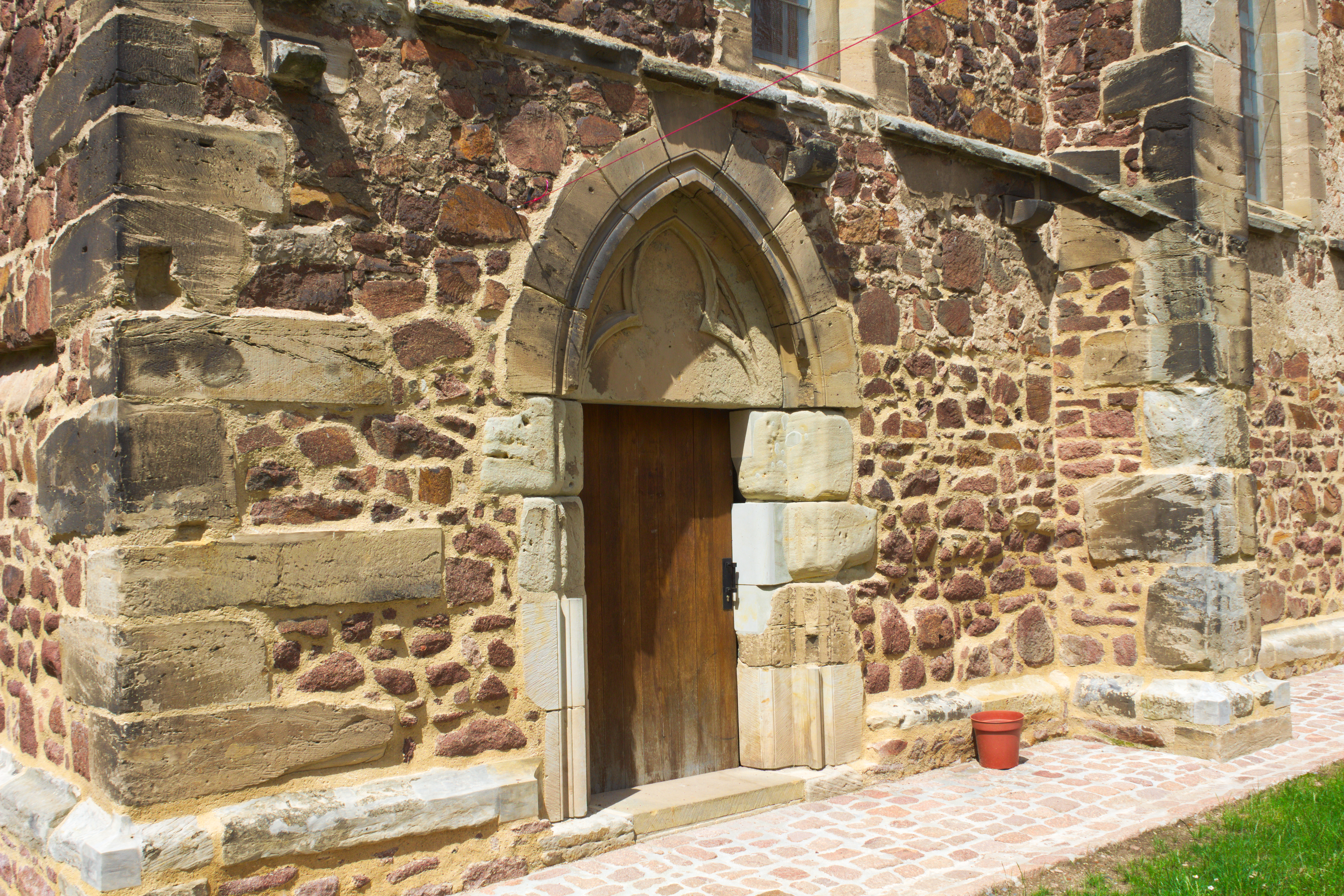
Zijingang van de Tempelierskapel
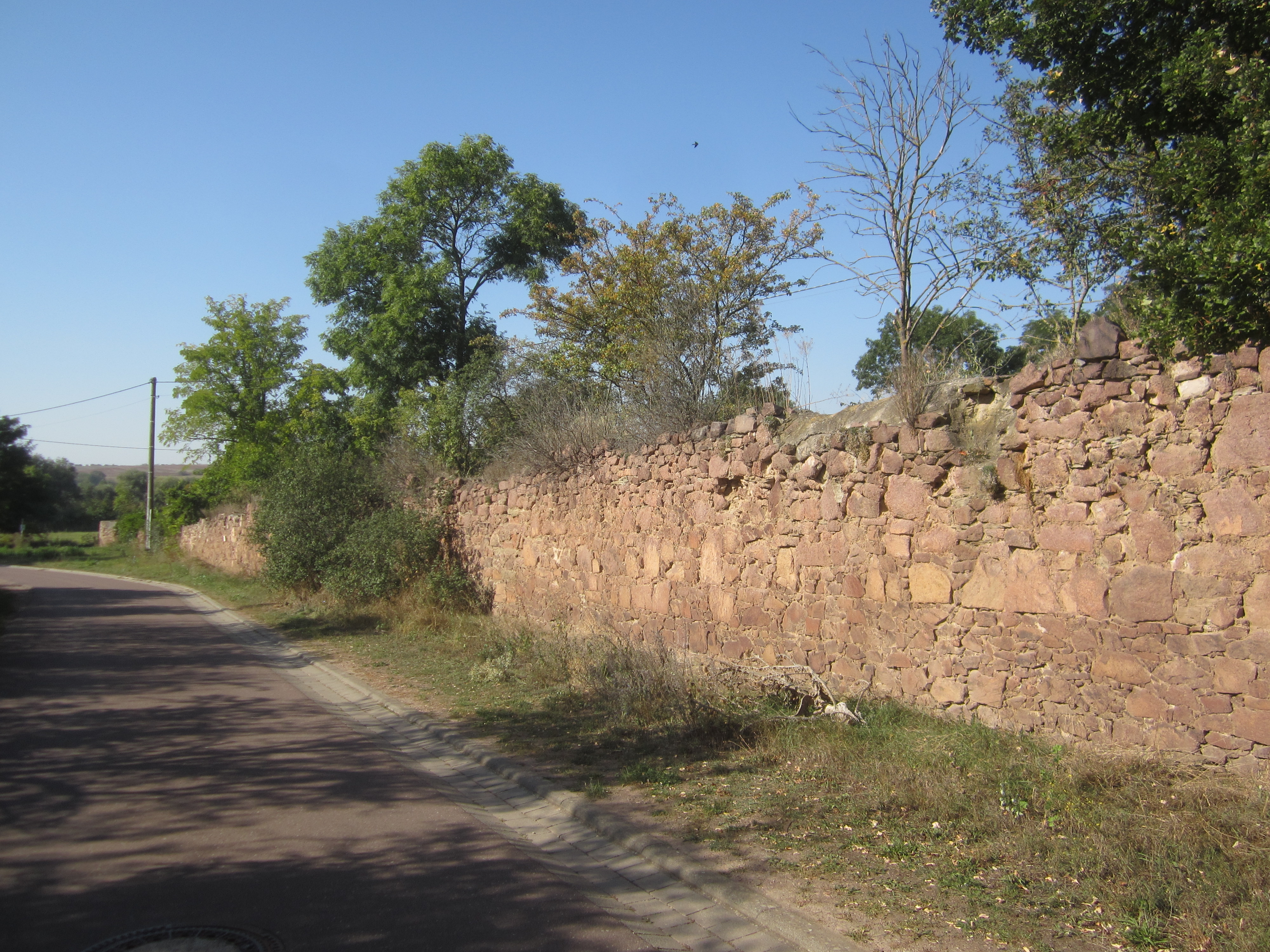
Muur rondom de historische commanderij